# Gnawa
Gnawa är en uppsättning musikaliska evenemang, framträdanden, praktiker och terapeutiska ritualer med världsliga och religiösa inslag. Typiska framträden inom gnawa kombinerar arabisk-muslimska texter med berberkulturella framträdanden och sufiska inslag i vilka förfäder och andar åkallas. Gnawa-kulturen går tillbaka till åtminstone 1500-talet och praktiserades ursprungligen av grupper och enskilda personer från slaveriet och slavhandeln. Gnawa utövas framförallt i Marocko där den utgör en naturlig del av inhemsk kultur och identitet.
Gnawa upptogs 2019 i UNESCO:s immateriella kulturarv.